# Bonifazio Caetani
Bonifazio Caetani (ur. w 1567 w Rzymie, zm. 24 czerwca 1617 tamże) – włoski kardynał.

## Życiorys
Urodził się w 1567 roku w Rzymie, jako syn Onorata Caetaniego i Agnesii Colonny di Paliano (jego bratem był Antonio Caetani). Po studiach uzyskał doktorat utroque iure, a następnie został referendarzem Trybunału Obojga Sygnatur. 8 listopada 1593 roku przyjął święcenia diakonatu i prezbiteratu. Równo sześć lat później został wybrany biskupem Cassano all’Ionio. 11 września 1606 roku został kreowany kardynałem prezbiterem i otrzymał kościół tytularny Santa Pudenziana. Jednocześnie został legatem a latere w Romanii. W 1613 roku został arcybiskupem Tarentu. Zmarł 24 czerwca 1617 roku w Rzymie.